# Ifo jezik
Ifo jezik (utaha; ISO 639-3: iff), izumrli južnovanuatski jezik koji se do ranih 1950.-tih godina govorio na otoku Erromanga u Vanuatuu. Zajedno s jezicima sie [erg] i ura [uur] pripadao je erromanškoj (erromanga) podskupini južnovanuatskih jezika. 
Posljednji govornik umro je 1954

## Vanjske poveznice
- Ethnologue (14th)
- Ethnologue (15th)